# 神经内分泌细胞
神经内分泌细胞（neuroendocrine cell）是接受来自神经元信号输入后，能向血液中释放信使分子（神经激素）的细胞。该神经元信号输入是以神经细胞或神经分泌细胞（neurosecretory cell）释放的神经递质作为载体。按此定义，神经内分泌细胞属于一种神经分泌细胞，但两者常视为同义词。
神经内分泌细胞能将神经元输入的信号（神经递质）转变成化学刺激，接着分泌信使分子（神经激素）到血液中。通过这种方式，神经内分泌细胞整合了神经系统和内分泌系统，称为神经内分泌整合（neuroendocrine integration）。
神经内分泌细胞见于多数多细胞动物，能产生神经激素；在环节动物和节肢动物中，有某些明确定义的神经内分泌途径，称为神经血器官（neurohemal organ，轴突终端与毛细血管紧密接触的特殊部位），可释放神经激素至血液中。